# Marshall Thompson
Marshall Thompson (Peoria, Illinois, 27 november 1925 — Royal Oak, Michigan, 18 mei 1992) was een Amerikaans acteur.
Thompson kreeg grote bekendheid met zijn rol van de dierenarts Dr. Marsh Tracy in de succesvolle televisieserie Daktari. Ook werkte hij mee aan de televisie- en filmserie Flipper.
- Biblioteca Nacional de España: XX4981061
- Bibliothèque nationale de France: cb14702126c (data)
- Gemeinsame Normdatei: 136141153
- International Standard Name Identifier: 0000 0000 7252 324X
- Library of Congress Control Number: n91111459
- Nationale Bibliotheek van Tsjechië: xx0049190
- Nationale bibliotheek van Australië: 49782765
- SNAC: w69g8sx3
- Système universitaire de documentation: 204415276
- Virtual International Authority File: 100317617